# Luciogobius pallidus
Luciogobius pallidus é uma espécie de peixe da família Gobiidae.
É endémica de Japão.